# Ultraseven (serie televisiva)
Ultraseven (ウルトラセブン?, Urutora Sebun) è una serie televisiva giapponese prodotta dal 1967 al 1968, che ha per protagonista un supereroe immaginario che compare nell'omonima serie Tokusatsu.
Ultraseven, creata dalla Tsuburaya Productions, si pone come primo sequel di Ultraman. La popolarità del personaggio di Ultraseven diventò così grande che fece almeno un cameo in ciascuna serie degli Ultraman successivi (anche se la mascotte del franchise rimane sempre Ultraman Hayata). La serie di Ultraseven è durata 49 episodi da 24 minuti ciascuno.

## Trama
Dopo gli eventi della prima serie di Ultraman, la terra si ritrova di nuovo sotto la minaccia di mostri giganti (kaiju) e alieni (seijin). Per combatterli, la Forza di Difesa Terrestre crea la Ultra Guard (ウルトラ警備隊?), una squadra di 6 membri élite che usano armi e veicoli futuristici. Alla squadra si unirà il misterioso Dan Moroboshi, che si rivelerà essere un alieno della Nebulosa M-78 di nome Ultraseven che grazie agli occhiali Ultra-Eye può diventare gigantesco e combattere i mostri.

## Personaggi

### Principali
Dan Moroboshi/Ultraseven
Dan Moroboshi è interpretato da: Kohji Moritsugu; Ultraseven da: Koji Uenishi
Kaoru Kiryama
Interpretato da: Shōji Nakayama
Kaoru è il capitano della Ultra Guard. Un leader severo ma gentile.
Shigeru Furuhashi
Interpretato da: Sandayū Dokumamushi
Un individuo dalla corporatura robusta e dal grilletto facile. Molti anni più tardì diventerà uno dei comandanti della TDF.
Anne Yuri
Interpretata da: Yuriko Hishimi
L'unico membro femminile della Ultra Guard e anche la più giovane. È l'adetta alle comunicazioni e infermiera, ma anche efficace in battaglia.
Soga
Interpretato da: Shinsuke Achiha
È L'esperto Marksman dell'Ultra Guard. È un po' ingenuo ma feroce in battaglia. Diventerà il migliore amico di Dan.
Amagi
Interpretato da: Bin "Satoshi" Furuya
È l'irrequieto stratega della squadra.

## Lista episodi
1. The Formless Invaders (姿なき挑戦者 Sugata naki Chōsensha?)
2. The Green Terror (緑の恐怖 Midori no Kyōfu?)
3. The Secret of Lake (湖のひみつ Mizumi no himitsu?)
4. Max, Reply! (マックス号応答せよ Makkusu-gō Ōtō seyo?)
5. The Stolen Hours (消された時間 Kesareta Jikan?)
6. Dark Zone (ダーク・ゾーン Dāku Zōn?)
7. Space Prisoner 303 (宇宙囚人303 Uchū Shūjin San-Maru-San?)
8. The Targeted Town (狙われた街 Nerawareta Machi?)
9. The Android Zero Command (アンドロイド0指令 Andoroido Zero Shirei?)
10. The Suspicious Neighbour (怪しい隣人 Ayashii Rinjin?)
11. Fly to the Mountain of Demons (魔の山へ飛べ Ma no Yama e Tobe?)
12. From Another Planet with Love (遊星より愛をこめて Yūsei yori Ai o Komete?)
13. The Man Who Came from V3 (V3から来た男 Bui Surī kara Kita Otoko?)
14. Ultra Garrison Westward (First Part) (ウルトラ警備隊西へ（前編） Urutora Keibitai Nishi e (Zenpen)?)
15. Ultra Garrison Westward (Second Part) (ウルトラ警備隊西へ（後編） Urutora Keibitai Nishi e (Kōhen)?)
16. Shining Eyes in the Darkness (闇に光る目 Yami ni Hikaru Me?)
17. Underground GO! GO! GO! (地底GO! GO! GO! Chitei Gō! Gō! Gō!?)
18. Escape from Space X! (空間X脱出 Kūkan Ekkusu Dasshutsu?)
19. Project Blue (プロジェクト・ブルー Purojekuto Burū?)
20. Beat Epicenter X! (地震源Xを倒せ Jishingen Ekkusu o Taose?)
21. Seek the Undersea Base! (海底基地を追え Kaitei Kichi o Oe?)
22. The Human Ranch (人間牧場 Ningen Bokujō?)
23. Seek Tomorrow (明日を捜せ Asu o Sagase?)
24. Return to the North! (北へ還れ! Kita e Kaere!?)
25. Showdown in 140 Degrees Subzero (零下140度の対決 Reika Hyakuyonjū-do no Taiketsu?)
26. Super Weapon R-1 (超兵器R1号 Chōheiki Āru Ichi-gō?)
27. Operation: Cyborg (サイボーグ作戦 Saibōgu Sakusen?)
28. Run at 700 Kilometers! (700キロを突っ走れ! Nanahyaku Kiro o Tsuppashire!?)
29. The Lonely Earthling (ひとりぼっちの地球人 Hitoribotchi no Chikyūjin?)
30. Glory for Whom (栄光は誰れのために Eikō wa Dare no Tame ni?)
31. The Flowers Dwelled by Evil (悪魔の住む花 Akuma no Sumu Hana?)
32. The Wandering Planet (散歩する惑星 Sannpo suru Wakusei?)
33. The Invading Dead (侵略する死者たち Shinryaku suru Shishatachi?)
34. The Vanishing City (蒸発都市 Jōhatsu Toshi?)
35. Shivers on the Moon (月世界の戦慄 Gessekai no Senritsu?)
36. The 0.1 Second Kill (必殺の0.1秒 Hissatsu no Rei-ten-ichi Byō?)
37. The Stolen Ultra-Eye (盗まれたウルトラ・アイ Nusumareta Urutora Ai?)
38. Bravery in Battle (勇気ある戦い Yūki aru Tatakai?)
39. Project: Seven Assassination (First Part) (セブン暗殺計画（前篇） Sebun Ansatsu Keikaku (Zenpen)?)
40. Project: Seven Assassination (Second Part) (セブン暗殺計画（後編） Sebun Ansatsu Keikaku (Kōhen)?)
41. The Challenge from the Water (水中からの挑戦 Suichū kara no Chōsen?)
42. The Nonmalt Ambassador (ノンマルトの使者 Nonmaruto no Shisha?)
43. Nightmare on Planet 4 (第四惑星の悪夢 Daiyon Wakusei no Akumu?)
44. The Terrifying Super-Apeman (恐怖の超猿人 Kyōfu no Chōenjin?)
45. Flying Saucers Have Arrived (円盤が来た Enban ga Kita?)
46. The Decisive Battle of Dan Vs. Seven (ダン対セブンの決闘 Dan tai Sebun no Kettō?)
47. Who are You? (あなたはだぁれ? Anata wa dare??)
48. The Greatest Invasion in History (First Part) (史上最大の侵略（前編） Shijō Saidai no Kessen (Zenpen)?)
49. The Greatest Invasion in History (Second Part) (史上最大の侵略（後編） Shijō Saidai no Kessen (Kōhen)?)

## Differenze con l'originale Ultraman
Ultraseven non solo era visualmente diverso dal primo Ultraman (Principalmente perché Seven è per la maggior parte rosso e ha armi diverse), ma ha anche avuto a che fare con numerosi dilemmi morali. In una occasione, è stato costretto a rompere una promessa che ha fatto a un bambino malato per proteggere un ospedale da un mostro. In un altro momento, Ultraseven combatté contro l'unico sopravvissuto di un pianeta distrutto dalle armi nucleari, facendogli chiedere se stesse combattendo per la causa giusta.
Ultraseven non ha fuso il suo corpo con quello di una persona in pericolo di vita, bensì, ha scannerizzato il cervello di un individuo coraggioso che ha salvato e ha assunto le sue sembianze in modo da poter muoversi in mezzo ai terrestri.
Comunque, i danni che subisce quando è nella sua forma Ultra, si manifestano anche quando riassume forma umana.
Un esempio di ciò vi è in un episodio di Ultraman Leo dove Seven venne sconfitto dai due kaiju Red Gilas e Black Gilas (mostri agli ordini dell'alieno Magma Seijin), che gli hanno rotto la gamba e danneggiato L'Ultra Eye e quando tornò nella sua forma umana di Dan, Ultraseven rimase ugualmente ferito è non poté più trasformarsi fino alla fine della serie di Ultraman Leo.